# 天宁寺 (雷州)
20°54′50″N 110°05′24″E / 20.91389°N 110.09000°E
天宁寺位于中国广东省湛江市雷州市雷城街道西湖大道北侧，1983年被列为海康县文物保护单位，2012年“天宁寺石刻”被列为广东省文物保护单位。
天宁寺始建于唐大历五年（770年）。北宋苏轼贬雷州，为天宁寺题字“万山第一”。
寺内有颗700年历史的细叶榕。
- 临街牌坊
- 重建的“万山第一”牌坊
- 前殿
- 中殿
- 大雄宝殿
- 中殿的碑刻